# Vadreš
 Vadreš  (olaszul: Vadres) falu Horvátországban, Isztria megyében. Közigazgatásilag Barbanhoz tartozik.

## Fekvése
Az Isztria délkeleti részén, Pólától 27 km-re északkeletre, községközpontjáról 3 km-re északnyugatra fekszik.

## Története
A falunak 1880-ban 87, 1910-ben 124 lakosa volt. Az első világháború után Olaszországhoz került. Az Isztria az 1943-as olasz kapituláció után szabadult meg az olasz uralomtól. A második világháború után Jugoszlávia, majd Jugoszlávia felbomlása után 1991-ben a független Horvátország része lett. 2011-ben a falunak 58 lakosa volt.

## Lakosság
| Lakosság változása | Lakosság változása | Lakosság változása | Lakosság változása | Lakosság változása | Lakosság változása | Lakosság változása | Lakosság változása | Lakosság változása | Lakosság változása | Lakosság változása | Lakosság változása | Lakosság változása | Lakosság változása | Lakosság változása | Lakosság változása |
| ------------------ | ------------------ | ------------------ | ------------------ | ------------------ | ------------------ | ------------------ | ------------------ | ------------------ | ------------------ | ------------------ | ------------------ | ------------------ | ------------------ | ------------------ | ------------------ |
| 1857               | 1869               | 1880               | 1890               | 1900               | 1910               | 1921               | 1931               | 1948               | 1953               | 1961               | 1971               | 1981               | 1991               | 2001               | 2011               |
| 0                  | 0                  | 87                 | 107                | 121                | 124                | 0                  | 0                  | 181                | 179                | 166                | 137                | 88                 | 80                 | 58                 | 58                 |